# Parc naturel de Migliarino-San Rossore-Massaciuccoli
Le parc naturel de Migliarino-San Rossore-Massaciuccoli (en italien : Parco naturale di Migliarino, San Rossore, Massaciuccoli ) est une aire naturelle protégée en Toscane, étendue sur la province de Pise et de Lucques,.

## Territoire
Le territoire du parc s'étend sur la bande côtière des provinces de Pise et Lucques, comprenant les communes de Pise, Viareggio, San Giuliano Terme, Vecchiano et Massarosa. Il comprend également le lac Massaciuccoli, les embouchures des fleuves Serchio et Arno ainsi que le canal Fiume Morto (it), l'ancien domaine présidentiel de San Rossore, les forêts de Tenuta di Tombolo (it), Migliarino Pisano et Macchia Lucchese e Tenuta Borbone (it), et gère l'Aire marine protégée des fonds marins de Meloria.

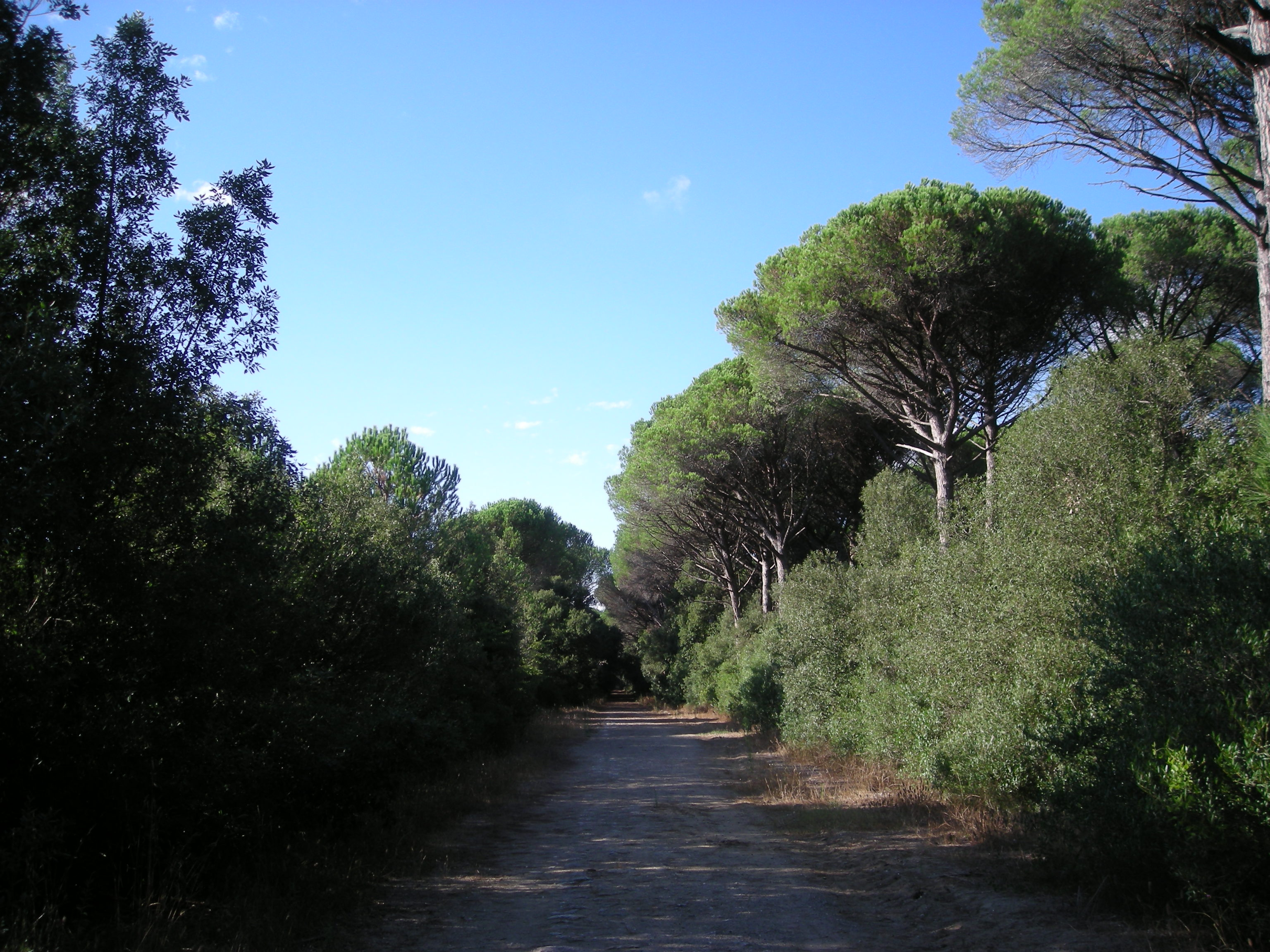
Forêt du domaine du Tombolo.

En 2005, il acquiert le diplôme européen des espaces protégés. Dans le parc se trouve également la Base Addestramento Incursori (BAI) de l'armée de terre italienne. Dans le domaine de Migliarino se trouvent les vestiges de ce qui était le quartier général de la Xe Flottiglia MAS de la Regia Marina pendant la Seconde Guerre mondiale. Dans cette base, les marins de l'époque s'entraînaient et préparaient leurs incursions avec les torpilles à course lente (les soi-disant Maiali).
À l'intérieur de la zone se trouvent également le Centro Interforze Studi per le Applicazioni Militari (it) (CISAM) (dans lequel a été installé le premier réacteur nucléaire italien Galileo Galilei) et la base militaire américaine de Camp Darby (it).

### Description géographique
Le parc est divisé en quelques zones principales. 
- La Macchia Lucchese est la bande boisée du nord, enfermée entre Viareggio, Torre del Lago Puccini et la côte.
- La zone de Massaciuccoli comprend :
  - le lac de Massaciuccoli et la zone marécageuse qui l'entoure.
  - Les thermes de Massaciuccoli, zone archéologique de la villa romaine des Venulei.
- La Fattoria di Vecchiano[4] et la Fattoria di Massaciuccoli sont les vastes zones de réhabilitation retirées du lac, respectivement dans la Commune de Vecchiano et dans la Commune de Massarosa. Les deux zones comprennent des stations de pompage gérées par le parc.
- En continuant le long de la côte se trouvent les importants domaines de Migliarino, San Rossore, Tombolo et Coltano, utilisés en partie pour l'agriculture et en partie pour la forêt.
- Les zones de gestion du parc sont complétées par les hauts-fonds de Meloria, un important système avec deux rochers affleurants, dotés de fonds marins d'une importante valeur naturaliste (aire marine protégée des fonds marins de Meloria).

## Flore
Le parc présente différents types de milieux naturels. La zone boisée est prédominante, en effet un tiers de la superficie du parc est couvert de bois et comprend des peupliers, des aulnes, des frênes, des chênes verts et des pins (pin parasol et pin maritime). En outre, il existe également des dunes et des zones marécageuses. Une flore rare est présente dans ces milieux (Droséra, Periploca graeca, Osmonde royale, Hibiscus Rose de Chine).

## Faune
La faune comprend une riche variété d'oiseaux (oasis LIPU du parc), parmi lesquels : le canard colvert, les ardéides (le héron cendré, la grande aigrette et l'aigrette garzette), les limicoles, les goélands et les cormorans. La buse variable, l'échasse blanche, le guêpier d'Europe et la gallinule poule-d'eau sont également présents. Dans les bois, il est facile de rencontrer des espèces de pic vert et pic épeiche. C'est une zone de nidification pour le pluvier à collier.
La présence d'amphibiens et de reptiles est notable, dont la vipère.
Tous les poissons d'eau douce typiques des plaines italiennes sont présents (carpe, brochet, tanche…), ainsi que les poissons qui remontent les fleuves depuis la mer comme l'anguille et le mulet. Ces derniers entrent également dans le lac Massaciuccoli. Il est important de mentionner la présence de l'écrevisse de Louisiane, aussi appelée écrevisse tueuse, qui se propage du lac au marais et par la suite à tous les milieux humides, et non seulement ceux adjacents au parc.
Divers mammifères de taille moyenne et petite vivent pareillement dans le parc, parmi lesquels le daim, le sanglier, le lapin sauvage et le renard roux. La présence du loup est confirmée depuis quelques années.

## Accès

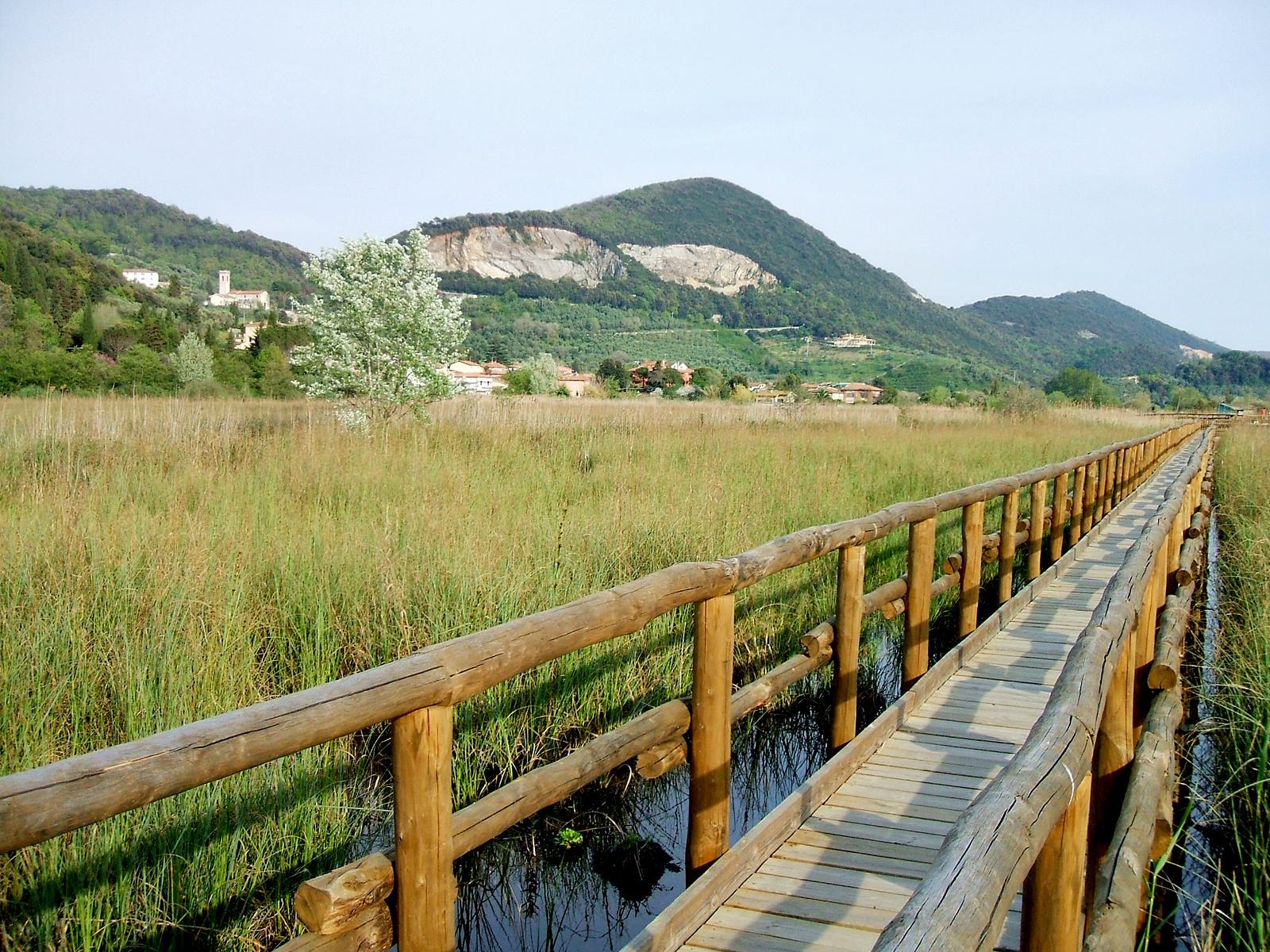
Passerelle des marais de Massaciuccelo.

L'ancien domaine présidentiel de San Rossore est ouvert au public tous les jours dans la zone située entre Cascine Vecchie et La Sterpaia. La partie restante, à l'exception de la partie côtière, est accessible gratuitement les dimanches et jours fériés, tandis que du mardi au vendredi, il est possible d'y accéder via une entrée payante ou un abonnement annuel. Pour des visites guidées tous les jours, vous pouvez contacter le Centre des visites et y accéder avec un guide. L'accès aux espaces intérieurs est autorisé à pied, à cheval et à vélo. Les visites guidées ont également lieu à bord de trains, de chevaux et de calèches. Le lac Massaciuccoli peut aussi être visité en bateau.